# Katedra w Bury St Edmunds
Katedra w Bury St Edmunds (ang. St Edmundsbury Cathedral lub Cathedral Church of St James) – katedra diecezji St Edmunsbury i Ipswich Kościoła Anglii.
Pierwotnie był to kościół parafialny; awansował do rangi katedry diecezji St Edmunsbury i Ipswich w 1914 roku. Świątynia została wybudowana na początku XVI wieku, na miejscu wcześniejszej budowli przez Johna Wastella, mistrza murarskiego z opactwa świętego Edmunda. W XIX wieku kościół został przebudowany przez G.G. Scotta, następnie został rozbudowany w latach 1960-1970 przez S.E. Dykesa Bowera. Od południa i zachodu ściany katedry pokryte są wapieniem, z wyjątkiem clerestorium które jest pokryte gruzowanym kamieniem. Stromo opadający dach nawy głównej jest wykonany z łupków.